# Drapetis biuncinata
Drapetis biuncinata är en tvåvingeart som beskrevs av Axel Leonard Melander 1928. Drapetis biuncinata ingår i släktet Drapetis och familjen puckeldansflugor. Inga underarter finns listade i Catalogue of Life.